# Goubat (udde i Antarktis, lat -69,37, long -62,83)
Goubat är en udde i Antarktis. Den ligger i Västantarktis. Argentina, Chile och Storbritannien gör anspråk på området.
Terrängen inåt land är platt norrut, men söderut är den kuperad.  Trakten är obefolkad. Det finns inga samhällen i närheten.